# ارتش هفتم (شوروی)

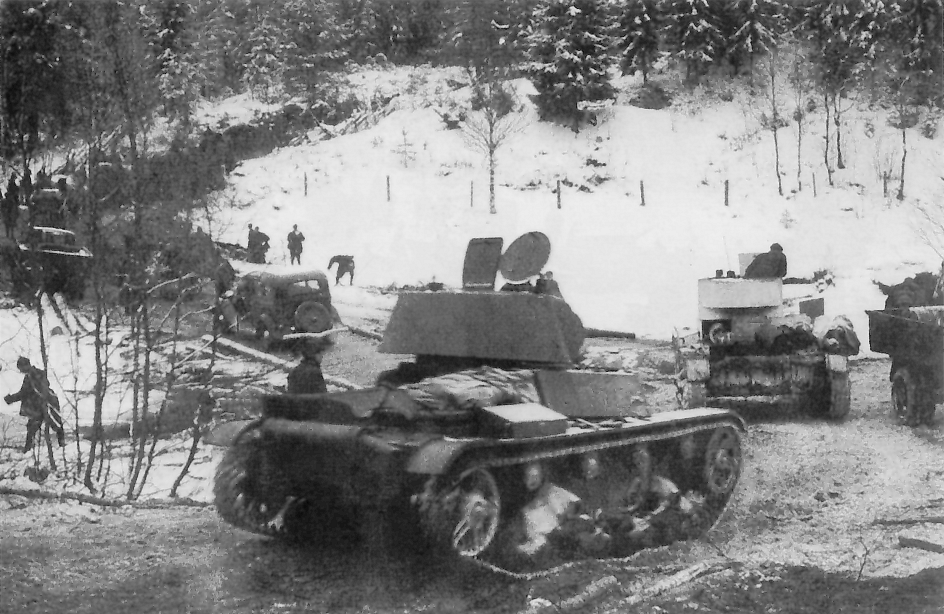
تانک‌های سبک تی-۲۶ ارتش هفتم در طول پیشروی در فنلاند، ۲ دسامبر ۱۹۳۹.

ارتش هفتم (روسی: 7-я армия) یک ارتش میدانی از ارتش سرخ شوروی در طول جنگ جهانی دوم که در درجهٔ اول برای مقابله با فنلاند شکل گرفته‌بود. این جبهه در ۱۹۴۴ منحل شد.
این جبهه نخستین بار در جنگ زمستان ۱۹۳۹–۱۹۴۰ علیه فنلاند وارد عمل شد. در نوامبر ۱۹۳۹، درست پیش از حملهٔ اولیهٔ شوروی، این جبهه متشکل از سپاه تفنگ‌دار نوزدهم (لشکر تفنگ‌دار بیست و چهارم، چهل و سوم، هفتادم و صد و بیست و سوم)، سپاه تفنگ‌دار پنجاهم (تفنگ‌داران چهل و نهم، نودم و صد و چهل و دوم)، سپاه تانک دهم، لشکر تفنگ‌داران صد و سی و هشتم، و یک تیپ مستقل تشکیل‌شده از تانک‌ها بود.
این ارتش در ابتدا تحت فرماندهی (رتبه دوم) وسولود یاکوولف قرار داشت، اما او از جایگاه فرماندهی ارتش خود عزل شد و به لنینگراد بازگشت. فرماندهی کیریل میریتسکوف بر عملیات جنگی نیز به‌دلیل شکست‌های گسترده و تلفات سنگین از او گرفته شد و او به‌جای یاکوولف به‌عنوان فرماندهٔ ارتش هفتم منصوب شد.
ارتش هفتم در پاییز ۱۹۴۰ مجدداً در منطقه نظامی لنینگراد تشکیل شد. پیش از آغاز عملیات بارباروسا توسط آلمان‌ها، این ارتش جبههٔ شوروی تا شمال دریاچه لادوگا را پوشش می‌داد. از ۲۴ ژوئن ۱۹۴۱ این ارتش دربرگیرندهٔ لشکرهای تفنگ‌دار هفتاد و یکم، صد و شصت و هشتم و دویست و سی و هفتم، منطقه مستحکم بیست و ششم، لشکر هوایی مرکب پنجاه و پنجم و چند تشکل توپخانه‌ای و مهندسی بود. این ارتش بعداً به بخشی از جبهه شمالی که بعداً به جبهه کارلیان تغییر یافت، تبدیل شد و به اجرای عملیات دفاعی در کارلیا پرداخت؛ هرچند که در ژوئیه-اوت ۱۹۴۱، با شکست در مقابل فنلاندی‌ها، کنترل لادوگا کارلیا را به آن‌ها واگذار کرد. در ۲۵ سپتامبر ۱۹۴۱ این ارتش به ارتش جداگانه هفتم تغییر نام داد و به تابعیت مستقیم فرماندهی عالی روسیه درآمد و تا فوریهٔ ۱۹۴۴ در همین وضعیت باقی ماند. این ارتش از اواسط اکتبر ۱۹۴۱ تا ژوئن ۱۹۴۴ از خط مقدم رودخانه سیویر بین دریاچه‌های اونگا و لادوگا دفاع کرد.
از ژوئن تا اوت ۱۹۴۴، ارتش هفتم که اکنون شامل سپاه سی و هفتم، چهارم، نود و چهارم و سپاه تفنگ‌دار نود و نهم، مناطق مستحکم صد و پنجاهم و صد و شصت و دوم، و تعدادی توپخانه، تانک، واحدهای مهندسی و واحدهای دیگر می‌شد، به‌عنوان بخش از جبهه کارلیان در عملیات سویر-پتروزاوودسک شرکت کرد. این ارتش در ابتدای ژانویهٔ ۱۹۴۵ منحل شد. ارتش سپاهیان نهم از نیروهای هوابرد در ۱۸ دسامبر ۱۹۴۴ بر پایه مقرهای این ارتش شکل گرفتند.